# Thomery
Thomery és un municipi francès, situat al departament de Sena i Marne i a la regió de Illa de França. L'any 2007 tenia 3.345 habitants.
Forma part del cantó de Montereau-Fault-Yonne, del districte de Fontainebleau i de la Comunitat de comunes Moret Seine et Loing.

## Demografia

### Població
El 2007 la població de fet de Thomery era de 3.345 persones. Hi havia 1.296 famílies, de les quals 295 eren unipersonals (132 homes vivint sols i 163 dones vivint soles), 423 parelles sense fills, 504 parelles amb fills i 74 famílies monoparentals amb fills.
La població ha evolucionat segons el següent gràfic:
Habitants censats

### Habitatges
El 2007 hi havia 1.555 habitatges, 1.313 eren l'habitatge principal de la família, 132 eren segones residències i 110 estaven desocupats. 1.431 eren cases i 116 eren apartaments. Dels 1.313 habitatges principals, 1.126 estaven ocupats pels seus propietaris, 160 estaven llogats i ocupats pels llogaters i 26 estaven cedits a títol gratuït; 17 tenien una cambra, 70 en tenien dues, 194 en tenien tres, 293 en tenien quatre i 738 en tenien cinc o més. 1.007 habitatges disposaven pel capbaix d'una plaça de pàrquing. A 551 habitatges hi havia un automòbil i a 686 n'hi havia dos o més.

### Piràmide de població
La piràmide de població per edats i sexe el 2009 era:
| Homes | Edats   | Dones |
| ----- | ------- | ----- |
| 4     | 95 o +  | 12    |
| 12    | 90 a 94 | 40    |
| 24    | 85 a 89 | 64    |
| 8     | 80 a 84 | 32    |
| 56    | 75 a 79 | 52    |
| 40    | 70 a 74 | 68    |
| 80    | 65 a 69 | 76    |
| 88    | 60 a 64 | 48    |
| 92    | 55 a 59 | 116   |
| 152   | 50 a 54 | 120   |
| 112   | 45 a 49 | 128   |
| 92    | 40 a 44 | 124   |
| 100   | 35 a 39 | 128   |
| 104   | 30 a 34 | 96    |
| 120   | 25 a 29 | 68    |
| 80    | 20 a 24 | 56    |
| 112   | 15 a 19 | 104   |
| 112   | 10 a 14 | 120   |
| 84    | 5 a 9   | 92    |
| 76    | 0 a 4   | 80    |

## Economia
El 2007 la població en edat de treballar era de 2.075 persones, 1.546 eren actives i 529 eren inactives. De les 1.546 persones actives 1.450 estaven ocupades (749 homes i 701 dones) i 96 estaven aturades (45 homes i 51 dones). De les 529 persones inactives 201 estaven jubilades, 196 estaven estudiant i 132 estaven classificades com a «altres inactius».

### Ingressos
El 2009 a Thomery hi havia 1.371 unitats fiscals que integraven 3.528 persones, la mediana anual d'ingressos fiscals per persona era de 25.331 €.

### Activitats econòmiques
Dels 147 establiments que hi havia el 2007, 1 era d'una empresa extractiva, 3 d'empreses alimentàries, 2 d'empreses de fabricació de material elèctric, 6 d'empreses de fabricació d'altres productes industrials, 16 d'empreses de construcció, 24 d'empreses de comerç i reparació d'automòbils, 6 d'empreses de transport, 4 d'empreses d'hostatgeria i restauració, 2 d'empreses d'informació i comunicació, 5 d'empreses financeres, 4 d'empreses immobiliàries, 45 d'empreses de serveis, 19 d'entitats de l'administració pública i 10 d'empreses classificades com a «altres activitats de serveis».
Dels 21 establiments de servei als particulars que hi havia el 2009, 1 era una oficina de correu, 1 taller de reparació d'automòbils i de material agrícola, 2 paletes, 2 guixaires pintors, 2 fusteries, 5 lampisteries, 4 electricistes, 1 perruqueria, 1 restaurant i 2 agències immobiliàries.
Dels 6 establiments comercials que hi havia el 2009, 1 era un hipermercat, 3 fleques, 1 una botiga d'electrodomèstics i 1 una joieria.

## Equipaments sanitaris i escolars
L'únic equipament sanitari que hi havia el 2009 era una farmàcia.
El 2009 hi havia 2 escoles maternals i 2 escoles elementals.

## Poblacions més properes
El següent diagrama mostra les poblacions més properes.